# Tennistavolo ai Giochi della XXVI Olimpiade

## Podi

### Uomini
| Evento                      | Oro                            | Argento              | Bronzo                                   |
| Singolo maschile (dettagli) | Liu Guoliang                   | Wang Tao             | Jörg Roßkopf                             |
| Doppio maschile (dettagli)  | Cina Liu Guoliang Kong Linghui | Cina Lu Lin Wang Tao | Corea del Sud Lee Chul-Seung Yoo Nam-Kyu |

### Donne
| Evento                       | Oro                        | Argento                   | Bronzo                                 |
| Singolo femminile (dettagli) | Deng Yaping                | Chen Jing                 | Qiao Hong                              |
| Doppio femminile (dettagli)  | Cina Deng Yaping Qiao Hong | Cina Liu Wei Qiao Yunping | Corea del Sud Park Hae-Jung Ryu Ji-Hye |

## Medagliere
| Posizione | Paese         |   |   |   | Totale |
| --------- | ------------- | - | - | - | ------ |
| 1         | Cina          | 4 | 3 | 1 | 8      |
| 2         | Taipei cinese | 0 | 1 | 0 | 1      |
| 3         | Corea del Sud | 0 | 0 | 2 | 2      |
| 4         | Germania      | 0 | 0 | 1 | 1      |
| Totale    | Totale        | 4 | 4 | 4 | 12     |